# یانار تالتس
یانار تالتس (استونیایی: Janar Talts؛ زادهٔ ۷ آوریل ۱۹۸۳) بازیکن بسکتبال اهل استونی است.
از باشگاه‌هایی که در آن بازی کرده‌است می‌توان به باشگاه بسکتبال پالاسانسترو وارزه و تیم بسکتبال دانشگاه تارتو اشاره کرد.